# 风流种子
《风流种子》（英語：To Each His Own，又译《各得其所》）是一部1946年剧情片。该片由米切尔·莱森导演，奥利维娅·德哈维兰、玛丽·安德森、罗兰·卡尔弗等参加演出，其中约翰·伦德首次在大银幕上亮相，他在片中同时扮演父亲和儿子。
故事讲述一个年轻女子与一飞行员相爱，后飞行员坠机，她产下一名私生子，却阴差阳错被他人抱养。她曾有机会夺回儿子，可儿子却不把她当母亲。影片末尾她成全了儿子的婚姻，也终于与亲子相认。
德哈维兰凭片中表演获奥斯卡最佳女主角奖，布拉基特和泰里获最佳原创剧本奖提名。